# Спиламберто (Модена)
Спиламберто (итал. Spilamberto) је насеље у Италији у округу Модена, региону Емилија-Ромања.
Према процени из 2011. у насељу је живело 8770 становника. Насеље се налази на надморској висини од 69 м.

## Становништво
Према резултатима пописа становништва 2011. у општини је живело 12.130 становника.
| 1931. | 1936. | 1951. | 1961. | 1971. | 1981.  | 1991.  | 2001.  | 2011.  |
| ----- | ----- | ----- | ----- | ----- | ------ | ------ | ------ | ------ |
| 6.824 | 7.047 | 8.042 | 8.359 | 9.313 | 10.307 | 10.665 | 10.973 | 12.130 |